# Rozwiązanie Sejmu
Rozwiązanie Sejmu – uchwała Sejmu i postanowienie Prezydenta Rzeczypospolitej Polskiej lub samodzielne postanowienie Prezydenta Rzeczypospolitej Polskiej (w przeszłości dopuszczone m.in. przepisami tzw. Małej Konstytucji z 1992) przewidujące wygaśnięcie mandatów posłów i senatorów przed upływem konstytucyjnie określonej kadencji. 
Z chwilą wejścia w życie postanowienia Prezydenta Rzeczypospolitej Sejm i Senat pozbawione zostawały uprawnień w zakresie działalności legislacyjno-kontrolnej, do czasu przeprowadzenia nowych wyborów. 
W czasie, gdy Sejm i Senat były rozwiązane, niemożliwe było odbywanie posiedzeń izb, uchwalanie uchwał i ustaw, jak również działanie komisji sejmowych i senackich. Ograniczone uprawnienia zachowywali tylko Marszałek Sejmu i Marszałek Senatu.
Konstytucją z 1997 roku Sejm i Prezydent zostały pozbawione uprawnień do rozwiązania. Od tego czasu istnieje jedynie możliwość skrócenia kadencji Sejmu.

## Przypadki rozwiązania Sejmu i Senatu w Polsce
| [ 3 ] | [ 4 ] | Akt urzędowy                                                                                            | Data wydania | Data ogłoszenia i wejścia w życie | Prezydent             | Podstawa prawna                                       | Data 1. posiedzenia następnej kadencji |
| ----- | ----- | --- | ------------ | --------------------------------- | --------------------- | ----------------------------------------------------- | -------------------------------------- |
| II    | II    | Orędzie Prezydenta Rzeczypospolitej w sprawie rozwiązania Sejmu i Senatu                                | 29.08.1930   | 30.08.1930                        | Ignacy Mościcki       | art. 26 ust. 2 i 3 Konstytucji marcowej               | 9.12.1930                              |
| IV    | IV    | Zarządzenie Prezydenta Rzeczypospolitej o rozwiązaniu Sejmu i Senatu.                                   | 13.09.1938   | 14.09.1938                        | Ignacy Mościcki       | art 13 ust. 2 pkt h Konstytucji kwietniowej           | 28.11.1938                             |
| V     | V     | Zarządzenie Prezydenta Rzeczypospolitej o rozwiązaniu Sejmu i Senatu                                    | 2.11.1939    | 9.11.1939                         | Władysław Raczkiewicz | art 13 ust. 2 pkt h Konstytucji kwietniowej           | ––                                     |
| I     | II    | Zarządzenie Prezydenta Rzeczypospolitej Polskiej w sprawie rozwiązania Sejmu Rzeczypospolitej Polskiej. | 29.05.1993   | 31.05.1993                        | Lech Wałęsa           | art. 4 ust. 4 w zw. z art. 66 ust 5 Małej Konstytucji | 14.10.1993 15.10.1993                  |